# ČVK Praha
ČVK Praha je pražský veslařský klub. Klub ČVK Praha byl založen v roce 1905, a měl úspěchy jak na domácí, tak na světové scéně. Pocházejí odsud dva juniorští mistři světa z roku 2002, jeden juniorský vicemistr světa z roku 2004, dále akademický mistr Evropy z roku 2005, účastníci mistrovství světa do 23 let 2005 a také několik mistrů republiky a vítězů dorosteneckých primátorek a 1. amatérská posádka Primátorek roku 2004. Každoročně reprezentuje několik odchovanců klubu Českou republiku na mistrovstvích světa a jiných mezinárodních závodech.

## Historie

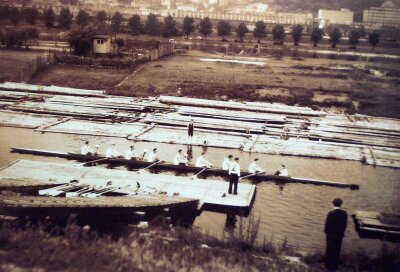
Mateřský přístav s platem a vory

Josef Renner, který vlastnil několik závodních a cvičných lodí, se rozhodl (po založení VK Slavia) založit nový klub. Zajistil bývalé místnosti VK Slavia v bývalé "Kartounce" u Palackého mostu na Smíchově. Místnosti potřebovaly úpravy, proto byla prozatím pronajata místnost v hostinci U Záboje, kde probíhaly pravidelné schůzky ve středu a v sobotu. Tam se také v sobotu 25. listopadu 1905 konala ustavující schůze ČVK Praha a předsedou byl zvolen Josef Renner. Klub na ustavující schůzi měl 32 členů, každý s povinným vkladem 50 korun. Když však mělo dojít k této platbě, počet členů se změnil na polovinu. Začátek byl opravdu těžký. Přistupovali však noví členové.
V únoru 1906, před zahájením první sezóny, měl ČVK Praha již 37 členů. Josef Renner přinesl do vínku novému klubu 4 závodní čtyřky, 1 gigová čtyřka, 1 holandská dvojka, 4 skify, 1 skul, 3 joly a 2 pramičky, celkem 16 lodí. Zařízení klubu bylo dokončeno v březnu 1906. Klubovní místnosti tvořily 2 velké loděnice, šatna a salónek. Nábytek do salónku daroval Josef Renner. V loděnici byla zařízena sprcha napájená ruční pumpou z Vltavy. Největší část prací na úpravě nové klubovny vykonali členové sami. V dubnu 1906 začal první trénink závodníků nového klubu pod vedením inženýra Richarda Dobrovského. ČVK Praha vstoupil do sportovního života a začal svou slavnou historii. Již v prvním roce získal několik vítězství a během několika let se stal předním veslařským klubem.
ČVK Praha je od roku 1996 členem Pražského veslařského svazu. Každý rok se podílí na pořádání pražských Primátorek.

## Loděnice
Nová loděnice na Veslařském ostrově (stejnou má i VK Blesk) byla opravdovým mistrovským dílem architekta, který projektoval loděnici opravdu nadčasově a dodnes patří k nejmodernějším i nejhezčím[zdroj?]. Loděnice byla vybudována v období let 1954-59. Celých 50 let probíhalo veslování na Veslařském ostrově v klidném, velmi příjemném a také bezpečném prostředí. Roku 2024 proběhla menší rekunstrukce vnitřních prostor.

## Povodně 2002
Povodeň z roku 2002 postihla všechny pražské loděnice i sportovní zařízení v blízkosti břehů Vltavy, nevyhnula se ani loděnicím na Veslařském ostrově. Voda v místě Veslařského ostrova stoupla přibližně o 5 metrů a budova loděnice byla zatopena do výše 1 metru nad úroveň podlahy 1. patra. Po opadnutí vody byly všude silné nánosy bahna, celý vnitřek budovy mokrý. Znamenalo to odstranění omítek, obkladů i dlažeb, o parketách nemluvě. Všechna okna a vrata rozlámána, zničena. Po přestálých mrazech došlo k poškození obou teras a opěrných zdí. V okolí budovy musí být odstraněna celá řada stromů.